# Fatuglana
Fatuglana ist ein osttimoresischer Ort im Suco Ulmera (Verwaltungsamt Bazartete, Gemeinde Liquiçá). Das Dorf liegt auf einer Meereshöhe von 133 m, im Norden von Mane-Muno, östlich eines Flusses. Nur eine unbefestigte Piste verbindet Fatuglana mit dem Dorf Neran im Norden.
Im Ort befindet sich eine kleine Kirche. 2023 erfolgte der Anschluss der Siedlung an das nationale Stromnetz.